# Virgin MVR-02
Virgin MVR-02 — гоночний автомобіль з відкритими колесами команди Формули-1 Virgin Racing побудований для виступу в сезоні 2011 року. Автомобіль розроблений під керівництвом технічного директора команди, британського конструктора Ніка Вірта за допомогою методів обчислювальної гідро- і газодинаміки (CFD).

## Презентація
Презентація нового шасі MVR-02 пройшла 7 лютого в телецентрі BBC у Лондоні. У назві шасі не тільки змінився чисельний індекс, але і додалася літера «М» — на честь титульного спонсора, російської компанії Marussia.